# 加色丁禮天主教悉尼聖多默教區
加色丁禮天主教悉尼聖多默教區（拉丁語：Eparchia Sancti Thomas Apostoli Sydneyensis Chaldaeorum）是大洋洲一個東儀天主教（加色丁禮）教區，直屬教廷。
教區成立於2006年10月21日，範圍包括澳大利亞及紐西蘭。2010年有四個堂區、九名司鐸，31,000位教友。現任教區主教為吉卜利勒·卡薩布。